# Бор-Лёнва
Бор-Лёнва — посёлок в Добрянском районе Пермского края. Входит в состав Висимского сельского поселения. Год основания 1928

## География
Посёлок расположен на берегу Камского водохранилища, к юго-западу от места впадения в него реки Лёнва, примерно в 30 км к северо-западу от города Добрянка. 
Поселок является  обособленным населенным пунктом, находящимся в стороне от основной транспортной связи поселения автодороги «Добрянка - Нижний Лух».

## Население
| 2010 |
| ---- |
| 252  |

## Топографические карты
- Лист карты O-40-53 Доьрянка. Масштаб: 1 : 100 000. Издание 1977 г.